# Ammar Jemal
Pour les articles homonymes, voir Jemal.
Ammar Jemal (arabe : عمار الجمل), né le 20 avril 1987 à M'saken, est un footballeur international tunisien. Il évoluait au poste de défenseur central.

## Biographie
Formé à l'Étoile sportive du Sahel, Ammar Jemal est un défenseur polyvalent et puissant : il peut jouer dans l'axe ou sur le côté gauche. Il remporte la Ligue des champions de la CAF lors de la saison 2006-2007 face au club égyptien d'Al Ahly.
En mai 2010, il signe un contrat de trois ans avec le club suisse des Young Boys de Berne. Il se fait très vite remarquer, notamment en Ligue Europa, ce qui lui vaut l'honneur d'être convoité par de nombreux clubs anglais et de Bundesliga. Le 29 août 2011, le FC Cologne s'attache en prêt les services de l'international tunisien ainsi que l'AC Ajaccio un an après. Le 1er janvier 2013, il revient dans son pays natal en signant avec le Club africain. Il est ensuite prêté à Al-Fateh le 4 septembre de la même année. Il signe pour l'Étoile sportive du Sahel le 20 août 2014.
Le 10 juillet 2017, il signe en faveur du club qatari du Al-Arabi SC, où il ne reste cependant que six mois avant de revenir à l'Étoile sportive du Sahel le 10 janvier 2018.
En septembre 2020, libre de tout contrat, il retrouve l'Arabie saoudite en signant un contrat d'une saison avec l'Al Sahel FC (en) qui évolue en division 3.

## Équipe nationale
Jemal est convoqué pour la première fois au sein de l'équipe nationale le 11 février 2009, à l'occasion du match qui opposa la sélection tunisienne à celle des Pays-Bas. Il inscrit son premier but sous les couleurs tunisiennes le 28 mars 2009, dans les éliminatoires de la coupe du monde 2010 face au Kenya (2-1).

## Palmarès avec l'Étoile du Sahel
- Championnat de Tunisie (2) : 2007, 2016
- Coupe de Tunisie (1) :
  - Vainqueur : 2015
  - Finaliste : 2008, 2018 et 2019
- Ligue des champions de la CAF (1) : 2007
- Coupe de la CAF (2) : 2006, 2015
- Supercoupe de la CAF (1) :
  - Vainqueur : 2008
  - Finaliste : 2007 et 2016
- Coupe arabe des clubs champions (1) : 2019